# Poecilognathus philippianus
Poecilognathus philippianus är en tvåvingeart som först beskrevs av Camillo Rondani 1863.  Poecilognathus philippianus ingår i släktet Poecilognathus och familjen svävflugor. Inga underarter finns listade i Catalogue of Life.